# Merrill (Maine)
Merrill és una població dels Estats Units a l'estat de Maine (EUA). Segons el cens del 2000 tenia 249 habitants.

## Demografia
Segons el cens del 2000, Merrill tenia 249 habitants, 103 habitatges, i 73 famílies. La densitat de població era de 2,6 habitants/km².
Dels 103 habitatges en un 31,1% hi vivien nens de menys de 18 anys, en un 58,3% hi vivien parelles casades, en un 7,8% dones solteres, i en un 28,2% no eren unitats familiars. En el 22,3% dels habitatges hi vivien persones soles el 9,7% de les quals corresponia a persones de 65 anys o més que vivien soles. El nombre mitjà de persones vivint en cada habitatge era de 2,42 i el nombre mitjà de persones que vivien en cada família era de 2,82.
Per edats la població es repartia de la següent manera: un 22,1% tenia menys de 18 anys, un 5,6% entre 18 i 24, un 30,9% entre 25 i 44, un 25,7% de 45 a 60 i un 15,7% 65 anys o més.
L'edat mediana era de 42 anys. Per cada 100 dones de 18 o més anys hi havia 106,4 homes.
La renda mediana per habitatge era de 26.806 $ i la renda mediana per família de 31.667 $. Els homes tenien una renda mediana de 26.944 $ mentre que les dones 21.250 $. La renda per capita de la població era d'11.532 $. Entorn del 14,9% de les famílies i el 16,4% de la població estaven per davall del llindar de pobresa.